# Lone Tree (Colorado)
Lone Tree é uma cidade localizada no estado americano de Colorado, no Condado de Douglas.

## Demografia
Segundo o censo americano de 2000, a sua população era de 4873 habitantes.
Em 2006, foi estimada uma população de 9003, um aumento de 4130 (84.8%).

## Geografia
De acordo com o United States Census Bureau tem uma área de
4,5 km², dos quais 4,5 km² cobertos por terra e 0,0 km² cobertos por água.

## Localidades na vizinhança
O diagrama seguinte representa as localidades num raio de 8 km ao redor de Lone Tree.